# Open Game License
Відкрита ігрова ліцензія ( OGL ) — це публічна ліцензія на авторське право Wizards of the Coast, яка може використовуватися розробниками настільних рольових ігор надаючи дозвіл на зміну, копіювання та повторне розповсюдження вмісту, розробленого для їхніх ігор, зокрема ігрових механік. Однак вони повинні підпадати під критерії спільного використання - копії та похідні роботи мають розповсюджуватись за цією самою ліцензією.

## Мова ліцензії
OGL описує дві форми вмісту:
Відкрити ігровий вміст (або OGC )
...the game mechanic and includes the methods, procedures, processes and routines to the extent such content does not embody the Product Identity and is an enhancement over the prior art and any additional content clearly identified as Open Game Content by the Contributor, and means any work covered by this License, including translations and derivative works under copyright law, but specifically excludes Product Identity....
Ідентифікація продукту (або PI )
...product and product line names, logos and identifying marks including trade dress; artifacts; creatures characters; stories, storylines, plots, thematic elements, dialogue, incidents, language, artwork, symbols, designs, depictions, likenesses, formats, poses, concepts, themes and graphic, photographic and other visual or audio representations; names and descriptions of characters, spells, enchantments, personalities, teams, personas, likenesses and special abilities; places, locations, environments, creatures, equipment, magical or supernatural abilities or effects, logos, symbols, or graphic designs; and any other trademark or registered trademark...
Використання ідентифікатора продукту іншої компанії вважається порушенням ліцензійної угоди.

## Історія

### 3-е видання
OGL (версія 1.0) спочатку була опублікована Wizards of the Coast у 2000 році для ліцензування використання частин третього видання Dungeons & Dragons через Системний довідковий документ (SRD), таким чином дозволяючи стороннім видавцям створювати сумісні матеріал. Цей напрямок очолив Райан Денсі .   Видавці також можуть використовувати окрему ліцензію на торговельну марку d20 System, щоб користуватись логотипом, що вказує на сумісність з іншими продуктами d20.
Особи, групи та видавничі компанії, які ліцензують свої роботи згідно з OGL та подібними документами, іноді разом називають «рухом відкритих ігор ».  OGL привів до розробки окремої рольової гри Pathfinder, яка є модифікованою версією гри 3.5.  

### 4-е видання
У червні 2008 року Wizards of the Coast перейшли на нову, більш обмежену безоплатну ліцензію під назвою Game System License (GSL), яка доступна стороннім розробникам для публікації продуктів, сумісних із Dungeons & Dragons 4th edition.    GSL несумісний з попереднім OGL. Однак, згідно з власними умовами, OGL є безвідкличним і залишається в широкому використанні.  

### 5-е видання
12 січня 2016 року Wizards of the Coast випустили 5-е видання SRD під OGL версії v1.0a , знаменуючи повернення до формату Open Gaming.  
Крім того, творці вмісту можуть отримати доступ до додаткової опції ліцензії, опублікувавши через вітрину магазину Dungeon Masters Guild ;    ця ліцензія йде ще далі, дозволяючи окремим особам і стороннім видавцям створювати та продавати вміст на основі конкретної інтелектуальної власності Wizards of the Coast, як-от Forgotten Realms, Ravenloft, Eberron і світів Magic: The Gathering.    Творцям вмісту дозволено встановлювати власну ціну, однак Wizards of the Coast і OneBookShelf отримують 50% від виручки. 

### One D&D
У серпні 2022-го року Wizards of the Coast розпочали публічне тестування наступної версії Dungeons & Dragons в рамках ініціативи «One D&D». На фоні спекуляцій щодо можливого скасування OGL для цієї версії компанія запевнила творців, що продовжуватиме підтримувати третіх осіб, які створюють контент для D&D, хоча подробиці про зміни в OGL залишалися невідомими. У грудні 2022-го року було опубліковано проєкт «OGL 1.1», який передбачав впровадження роялті та інших вимог, що спричинило обурення серед творців. Це змусило великі видавництва, як «Paizo» і «Kobold Press», терміново переглядати свої бізнес-моделі. Зміни передбачали, що Wizards of the Coast зможе використовувати контент без дозволу або компенсації творцям, що призвело до протестів у громадськості, петицій і втрат у підписках D&D Beyond. Витік версії OGL 1.1 вказував на можливість скасування оригінального OGL, що додатково посилило занепокоєння.
В результаті, в січні 2023-го року Wizards пообіцяли скасувати деякі зміни, зокрема систему роялті, але залишили невизначеності щодо того, чи скасують попередні версії OGL. Реакція на ці зміни залишалася переважно негативною серед прихильників і професійних творців контенту. Того ж місяця Wizards опублікували проєкт «OGL 1.2» для публічного обговорення, в якому пропонувалося нові умови та частину матеріалів перевести під ліцензію Creative Commons. Зокрема, до змін входили заборона на «шкідливий, дискримінаційний чи незаконний контент» і обіцянка зробити ліцензію «невідкличною та постійною». Однак, відмова від скасування OGL 1.0a та незадоволення деякими іншими пунктами викликали негативну реакцію в спільноті, зокрема через деавторизацію попередніх ліцензій.
Після отриманих відгуків компанія оголосила, що випустить SRD 5.1 під незмінною ліцензією Creative Commons, відмовившись від планів скасувати оригінальний OGL, що стало великим досягненням для прихильників та громадськості. Це було визнано значним кроком назад у конфлікті, який привернув увагу основних новинних ресурсів, що допомогло змінити позицію компанії.

## Зовнішні посилання
- Archived 2 March 2016 at the Wayback Machine Full text of Open Gaming License version 1.0a] RTF
- THE (UNAUTHORIZED UNOFFICIAL) OPEN GAMING LICENSE OGL D20 FAQ
- Wizards of the Coast: The Dungeons & Dragons 4th Edition Game System License
- Open Game Definitions: Frequently Asked Questions Version 2.0 -- January 26, 2004
- Open Gaming Foundation

Шаблон:D20